# Komuna e Buçimasit
Komuna e Buçimasit är en kommun i Albanien.   Den ligger i prefekturen Qarku i Korçës, i den östra delen av landet, 90 km sydost om huvudstaden Tirana.
Trakten runt Komuna e Buçimasit består till största delen av jordbruksmark.  Runt Komuna e Buçimasit är det ganska tätbefolkat, med 116 invånare per kvadratkilometer.